# Erika Mann
Erika Julia Hedwig Mann (9 de novembro de 1905 em Munique, 27 de agosto de 1969 em Zurique) foi uma atriz, artista de cabaré, escritora e editora alemã. Em 1933 fundou o cabaré político Die Pfeffermühle e trabalhou com palestras – como escritora e jornalista mesmo depois de emigrar para os Estados Unidos – contra o nazismo. Além de seu trabalho como administradora das obras de seu pai Thomas Mann e seu irmão Klaus Mann, ela deixou um extenso corpo de trabalho composto por ensaios políticos, relatórios, diários de viagem e livros infantis.

## Vida

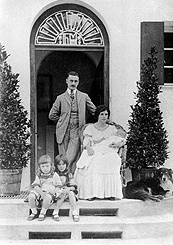
A família Mann com Golo ainda bebê em frente à casa de verão em Bad Tölz 1909; Klaus e Erika Mann estão sentados à esquerda na escada.

### Família
Erika Mann foi a filha primogênita do escritor e mais tarde vencedor do Prêmio Nobel Thomas Mann e sua esposa Katia (née Pringsheim), filha de uma família intelectual alemã de ascendência judaica. Recebeu o nome em homenagem ao irmão de Katia Mann, Erik, que morreu cedo, a irmã de Thomas Mann, Julia Mann, e sua bisavó Hedwig Dohm e, como sua mãe, foi batizada como protestante.

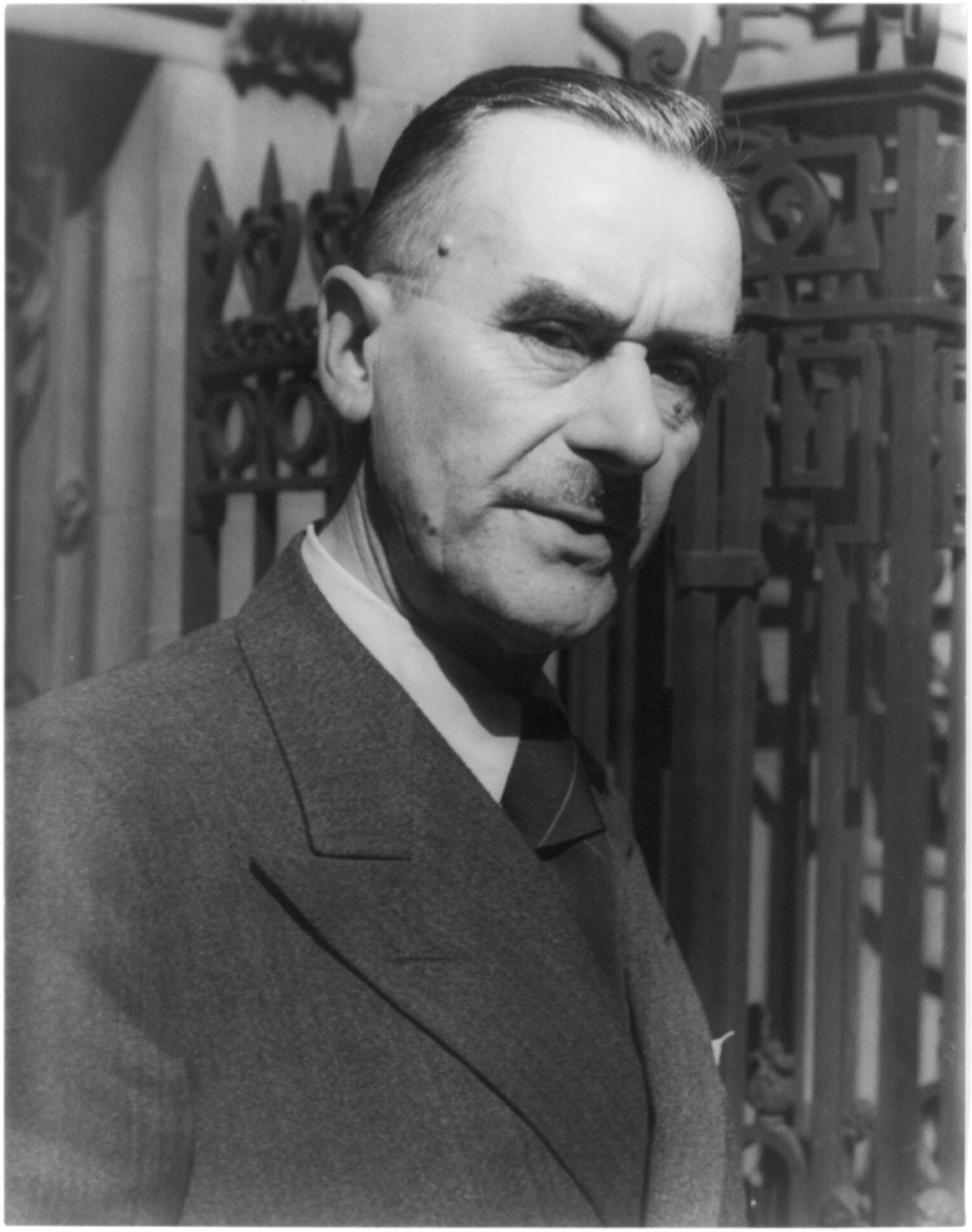
Thomas Mann (1937, foto de Carl Van Vechten)

Em uma carta a seu irmão Heinrich Mann, Thomas Mann expressou sua decepção com o nascimento de sua filha:

Então é uma menina; uma decepção para mim, admito entre nós, pois desejei muito um filho e continuo desejando. […] Acho um filho mais poético, mais como uma continuação e um recomeço de mim mesmo sob novas condições. (tradução livre) 
Mais tarde, porém, ele confessou livremente em seu diário que "dos seis, ele preferiu três, os dois mais velhos [Erika e Klaus] e Elisabethchen, com uma determinação estranha".
Tinha uma relação especial de confiança com Erika, o que mais tarde foi demonstrado pelo fato de ela ter influência direta nas decisões importantes de seu pai. Os irmãos também estavam cientes de seu papel especial, como lembra o irmão Golo: “Eri tem que colocar sal na sopa." Este ditado sobre a menina de doze anos de 1917 tornou-se uma figura de linguagem frequentemente usada na família Mann.
Erika foi seguida por seu irmão Klaus, com quem esteve intimamente ligada ao longo de sua vida - eles agiam "como gêmeos", e Klaus Mann descreveu sua união com as palavras "nossa solidariedade foi absoluta e sem reservas". Os quatro irmãos mais novos eram Golo, Monika, Elisabeth e Michael. As crianças cresceram em Munique. Sua família por parte de mãe pertencia à influente burguesia da cidade, seu pai vinha da família de comerciantes de Lübeck Mann e já havia publicado com sucesso o romance Buddenbrooks em 1901.

### Dias de escola e primeiras experiências de teatro

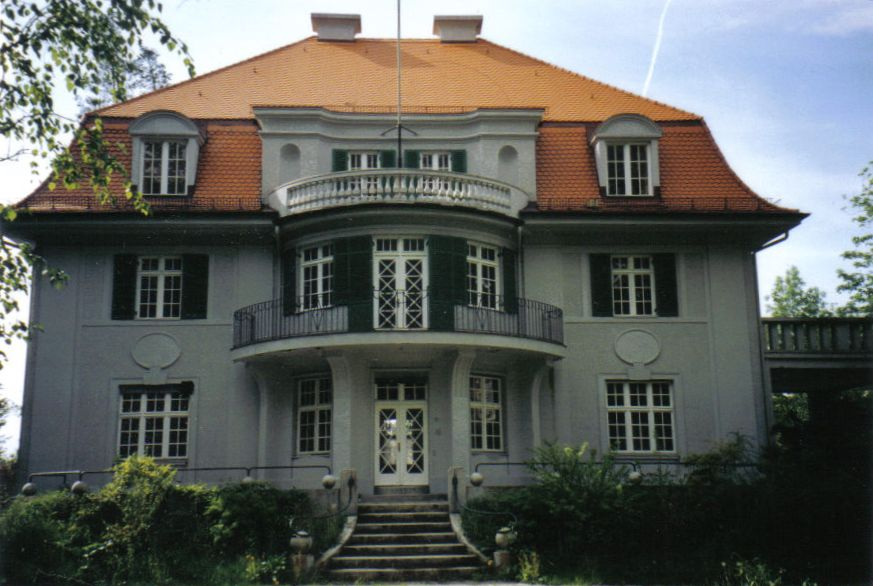
Cenário d mansão Mann Poschi, uma réplica no local do filme Baviera em Munique

A família Mann mudou-se para sua conhecida mansão na Poschingerstraße número 1 em 1914  em Bogenhausen, chamada pela família de  Poschi. De 1912 a 1914, Erika Mann frequentou a escola privada Ebermayer com seu irmão Klaus, depois a escola primária em Bogenhausen por um ano, e de 1915 a 1920  frequentou a escola secundária para meninas em St. Annaplatz. Em maio de 1921, transferiu-se para o Luisengymnasium de Munique. Fundou uma ambiciosa companhia de atuação em 1919, a Laienbund Deutscher Mimiker,  com Klaus e amigos do bairro, que incluíam também as filhas de Bruno Walters, Gretel e Lotte, e Ricki Hallgarten, filho de uma família intelectual judia. Ainda estudante no Luisengymnasium de Munique, ela apareceu no palco do Deutsches Theatre em Berlim pela primeira vez após um noivado com Max Reinhardt. As travessuras às vezes maliciosas que ela fazia na chamada "gangue Herzogpark" com Klaus e amigos das crianças do bairro levaram seus pais a a enviar ela e seu irmão Klaus para em um internato pedagógico reformador, o Bergschule Hochwaldhausen, no alto Vogelsberg, em Alto Hesse. Esteve lá de abril a julho de 1922; Erika Mann então retornou ao Luisengymnasium. Em 1924 ela passou seu Abitur, embora com notas ruins. Então ela começou a estudar atuação em Berlim, que ela interrompeu novamente por causa dos inúmeros compromissos de palco em Hamburgo, Munique e Berlim, entre outros lugares.

### Atriz e escritora
Em 1925, Erika Mann representou um casal de lésbicas com Pamela Wedekind na primeira peça encenada publicamente de seu irmão Klaus, Anja und Esther. A peça, dirigida e assistida por Gustaf Gründgens, foi apresentada no Hamburger Kammerspiele. Klaus Mann estava noivo de Pamela Wedekind na época. A atuação dos chamados “filhos poetas” do famoso Thomas Mann fez da peça um grande sucesso de público, mas os críticos a criticaram em termos de conteúdo e dramaturgia, e a representação do amor entre pessoas do mesmo sexo foi vista como um escândalo.

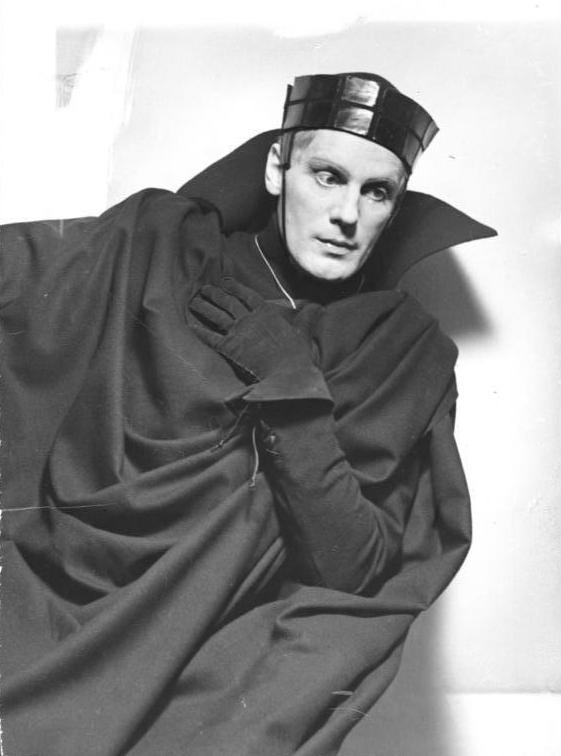
Gustaf Gründgens como Hamlet (1936)

Em 24 de julho de 1926 ela se casou com o diretor e ator Gustaf Gründgens, casamento que terminou em 9 de agosto de 1926.Em 1927, ela atuou na peça Revue zu Vieren de Klaus Mann no Leipziger Schauspielhaus, novamente dirigida por Gründgens e com o mesmo elenco de Anja e Esther, e depois saiu em turnê com Klaus Mann e Pamela Wedekind. Revue zu Vieren também recebeu críticas ruins. Gründgens, portanto, recusou-se, como Pamela Wedekind, a aparecer em outras apresentações da peça ou dirigir. Pamela Wedekind rompeu seu noivado com Klaus Mann em 1928 e em abril de 1930 casou-se com Carl Sternheim, pai da amiga em comum de Erika e Klaus Mann, Dorothea Sternheim, chamada "Mopsa", que havia desenhado o cenário e figurinos para a Revue zu Vieren .

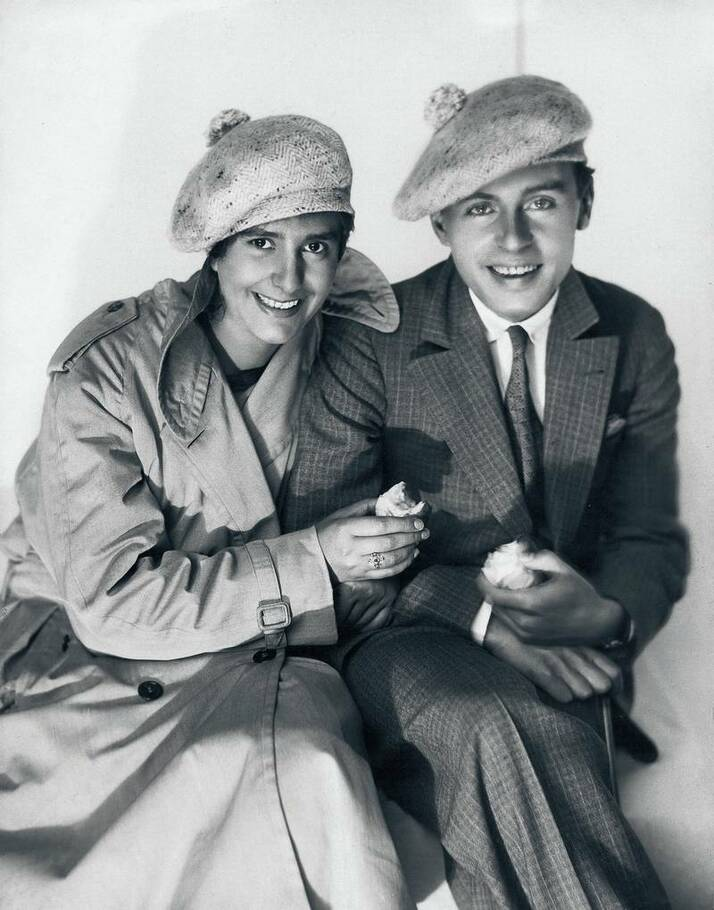
Erika e Klaus Mann 1927. Foto por Eduard Wasow

Em uma espécie de fuga, Erika e Klaus Mann fizeram em uma viagem de vários meses ao redor do mundo de outubro de 1927 até julho de 1928,  através dos EUA, Japão, Coréia, China e União Soviética . Através de seus conhecidos internacionais e da fama de seu pai, ela conheceu muitas celebridades da cena cultural norte-americana, como Emil Jannings, Greta Garbo e Upton Sinclair . Apelidados de The Literary Mann Twins, os irmãos se apresentaram como gêmeos para atrair mais atenção. Um foco de sua viagem foi Hollywood, mas sua esperança de ser descoberta lá como uma futura estrela de cinema ou roteirista não foi cumprida. Eles tentaram financiar seu sustento através de palestras, mas a renda era muito pequena; e depois da viagem ficaram muito endividados. Seu pai pagou pelos custos depois de receber o Prêmio Nobel de Literatura em 1929.
Klaus Mann sugeriu à irmã que ela também escrevesse, o que Erika inicialmente recusou. Em sua segunda autobiografia, The Turning Point, ele expressou sua opinião: "Já havia escritores suficientes na família, ela alegou teimosamente, e ela era uma atriz de profissão". Mas a “maldição da família”  da escrita também se apoderou dela e a encontrou no relatório conjunto da viagem de 1929 intitulado Rundherum. A aventura de uma viagem ao redor do mundo, publicada pela S. Fischer Verlag, é refletida. Após a viagem, ela não retornou ao marido Gustaf Gründgens. Como seu irmão Klaus Mann, ela não escolheu mais sua própria residência permanente, mas viveu em hotéis ou encontrou abrigo com seus pais. Também registrou suas experiências de viagem em sua primeira peça de teatro Hotels, que foi escrita em 1929 e é considerada perdida.

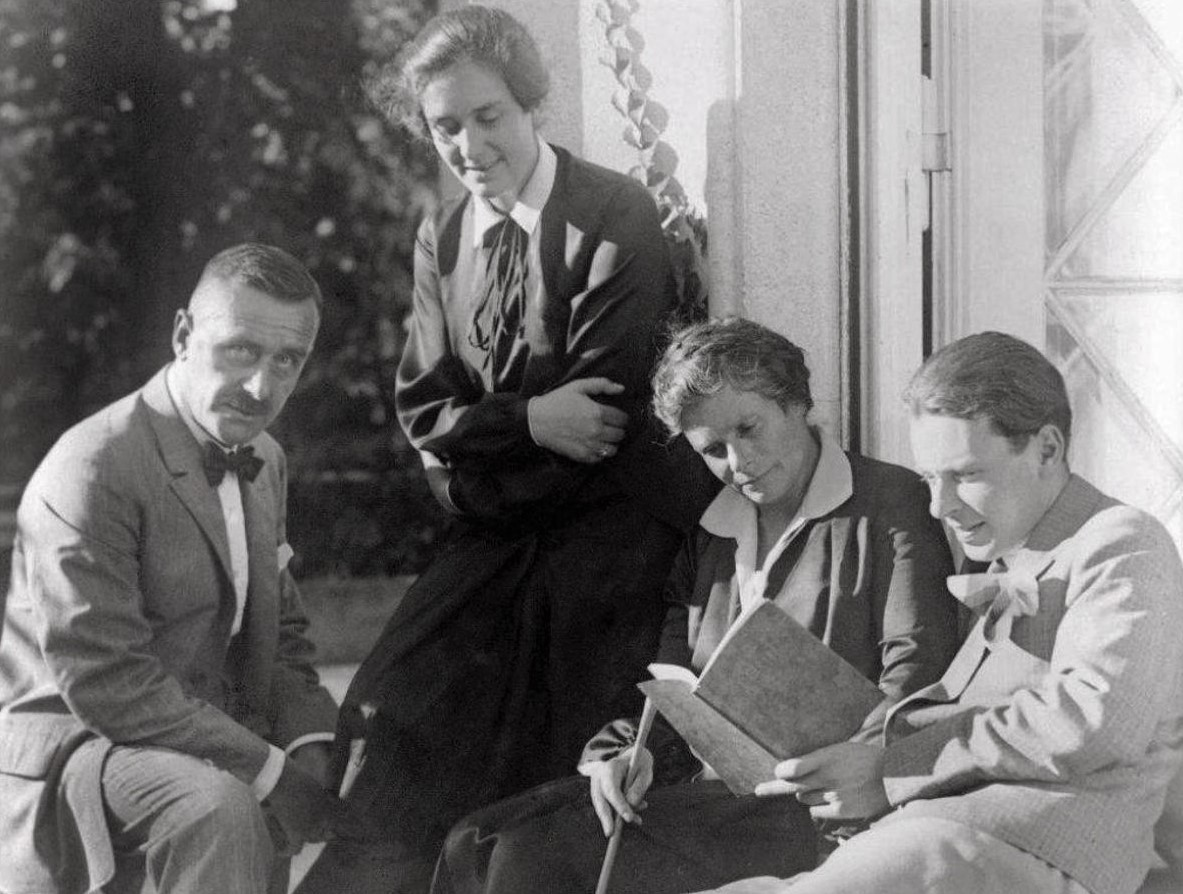
Thomas Mann com Erika, a esposa Katia e Klaus (v. eu. n. direita), 1929. Foto por Eduard Wasow

No verão de 1930, Erika e Klaus Mann viajaram para o norte da África. Na cidade de Fez, no Marrocos, os dois tiveram contato pela primeira vez com a “erva mágica haxixe ” por meio de seu guia turístico. Seria uma “viagem de terror” para os irmãos, que Klaus Mann mais tarde descreveu em detalhes em sua segunda autobiografia, The Turning Point.
No início da década de 1930, após mudar de emprego em vários palcos, -  Em 1929 ela interpretou a Rainha Elisabeth em Don Carlos de Schiller em Munique - Erika Mann conseguiu  seus primeiros pequenos papéis no cinema em Meninas de Uniforme como Miss von Attems e em Peter Voss, o ladrão milionário. Em 1931, a motorista de carro venceu um rali de 10.000 quilômetros pela Europa junto com seu amigo de infância Ricki Hallgarten. Escreveu a comédia Plagiarism com Klaus Mann e escreveu The Book of the Riviera. O que não está no Baedeker junto com seu irmão Klaus. No campo do jornalismo, Erika Mann estreou com artigos e comentários menores para a revista berlinense Tempo. Em 1932 foi publicado seu primeiro livro infantil, Stoffel voa sobre o mar, com ilustrações de Ricki Hallgarten; e sua peça de Natal Jan's Wunderhund, escrita em conjunto com Hallgarten. Uma peça infantil em sete cenas estreou em Darmstadt. Hallgarten não viveu para ver Stoffel aparecer; ele faleceu no dia 5 de Maio de 1932. Os esforços de Erika Mann para dissuadir o amigo de cometer suicídio não tiveram sucesso.
Erika Mann ganhava a vida com seus papéis no cinema e no teatro, bem como com seus escritos, independentemente da crítica situação política global causada pela crise econômica global em 1929.  Quando o dinheiro não bastava, ela, assim como seu irmão Klaus, recebia o apoio financeiro necessário de seus pais. Mas a ascensão do nacional-socialismo na Alemanha acabou com a vida despreocupada, apolítica e aventureira de Erika Mann. Pela primeira vez, ela mostrou compromisso político, que também expressou em vários artigos de jornal. Em janeiro de 1932, ela apareceu como recitadora em um dos encontros de mulheres pacifistas de Constanze Hallgarten , que foi interrompido por grupos de direita. Através de sua performance, ela foi -assim como sua família– pega no fogo cruzado da imprensa nacional-socialista. Hallgarten e Mann processaram com sucesso dois dos jornais por insulto, cujos editores foram multados em 1.500 Reichsmarks. Mas este foi apenas um sucesso inicial, porque seu confronto com os nacional-socialistas significaria o fim de sua carreira no teatro. Naquela época, ela já era viciada em álcool e drogas, o que tornou necessárias as curas regulares de abstinência e recuperação nos anos seguintes.

### Artista de cabaré no exílio suíço

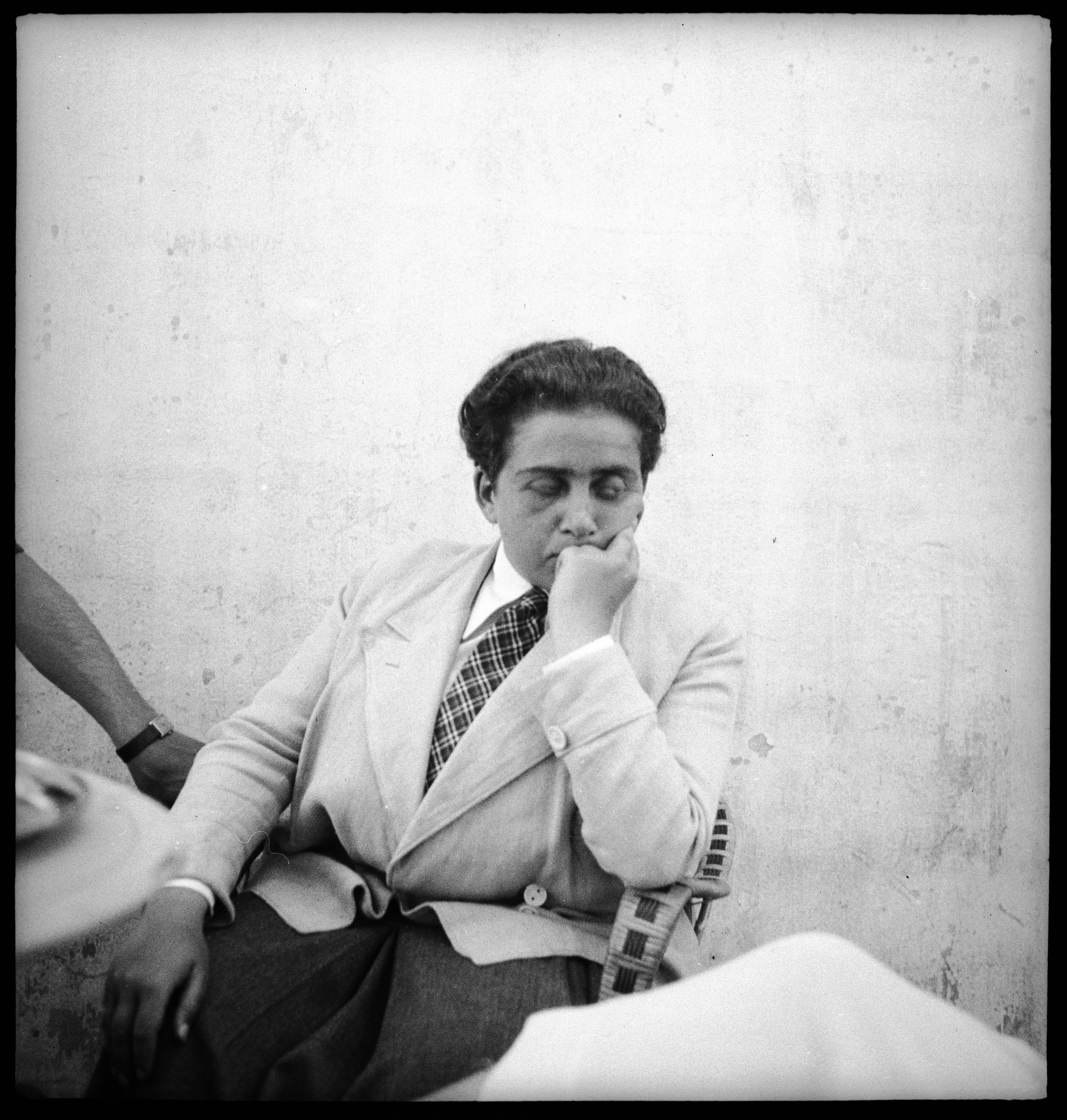
Therese Giehse, fotografada por Annemarie Schwarzenbach, 1933

Juntamente com Klaus e sua amiga e amante Therese Giehse, bem como o pianista e compositor Magnus Henning e alguns outros amigos, ela fundou em janeiro de 1933 o cabaré político-literário Die Pfeffermühle na Bonbonniere em Munique. O cabaré estreou com textos de Erika e Klaus Mann e de Walter Mehring, e as apresentações esgotaram. O programa de acompanhamento estreou em 1 de fevereiro de 1933, mas já foi encerrado em fevereiro, pois após o incêndio do Reichstag, os nacional-socialistas tomaram o poder na Baviera no início de março. Em Munique, o nacional-socialista Franz von Epp agora governava como Comissário do Reich para a Baviera.

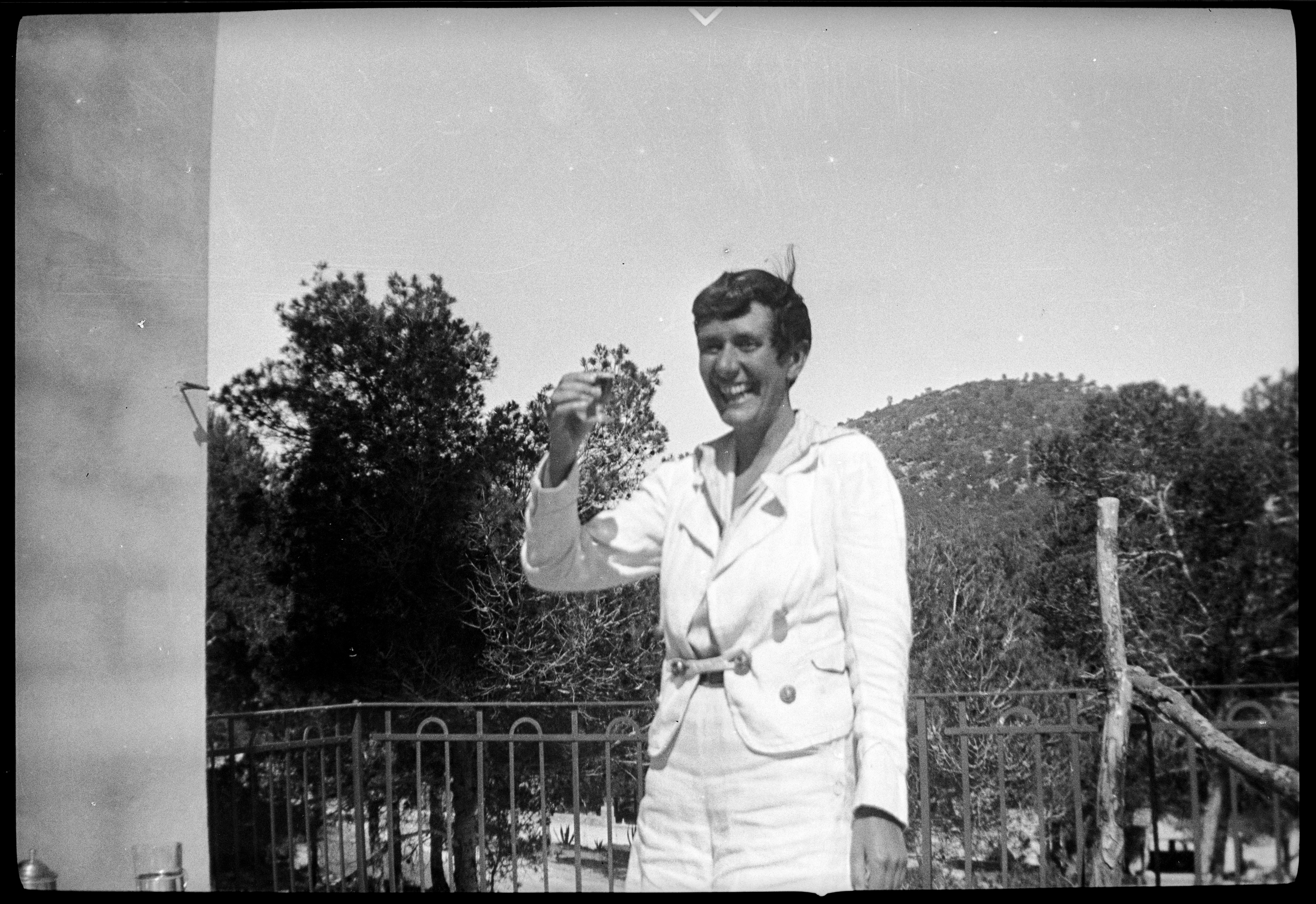
Erika Mann, fotografada por Annemarie Schwarzenbach, 1933

Para evitar a prisão, os membros do conjunto tiveram que se esconder. Erika e Klaus Mann escreveram e telefonaram para seus pais, que estavam de férias em Arosa em março de 1933, para adverti-los contra o retorno à Alemanha. Klaus Mann foi no dia 13 de março para Paris, enquanto Erika recolheu os manuscritos de Joseph de seu pai e partiu para a Suíça, onde deu a Thomas Mann os manuscritos que ele havia guardado da casa de seus pais em Munique.
Em junho de 1933, a família Mann escolheu Sanary-sur-Mer na França como seu exílio. Em setembro eles voltaram para a Suíça e se estabeleceram em Küsnacht. O Pfeffermühle foi inaugurado em 30 de Setembro reaberto por Erika e Klaus Mann e Giehse no Hotel Hirschen em Zurique. Uma turnê bem-sucedida por cinco cidades suíças seguiu de novembro a dezembro de 1933, e uma segunda turnê de maio a junho de 1934 com um novo programa. O terceiro programa no outono de 1934 foi criticado pela imprensa suíça e desencadeou tumultos. O conjunto, portanto, mudou para a Tchecoslováquia, Bélgica, Holanda e Luxemburgo. No final de 1935, Die Pfeffermühle foi novamente convidado na Suíça.

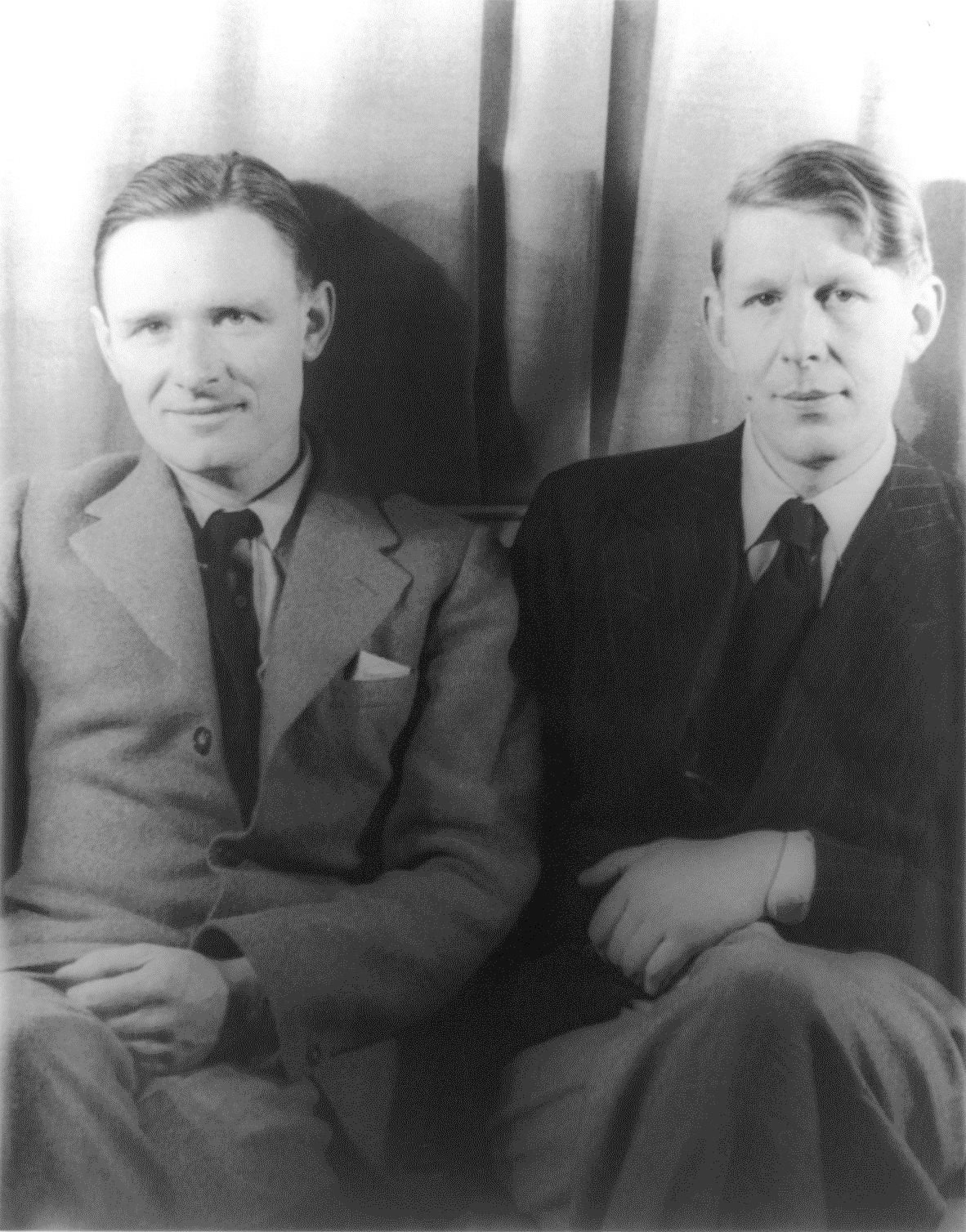
Christopher Isherwood e W.H. Auden (à direita, 1939)

A má repercussão na imprensa do terceiro programa foi atribuída a Erika Mann por Renée Schwarzenbach-Wille, mãe de sua amiga Annemarie Schwarzenbach e filha do general Ulrich Wille, que a acusou de ter uma má influência sobre Annemarie e que também simpatizava com o nacional-socialismo. O projeto agora foi classificado como anti-alemão pelas autoridades alemãs e Erika Mann é vista como sua "agitadora intelectual". Assim, sua cidadania alemã foi revogada em 11 de junho de 1935. Além de Erika Mann, os nomes de Bertolt Brecht e Walter Mehring estavam na lista de expatriados daquele dia. Um remédio foi encontrado rapidamente, porque  15 de junho de 1935, por mediação de Christopher Isherwood, amigo de Klaus Mann, casou-se com o escritor homossexual inglês WH Auden, que lhe era desconhecido, obtendo assim a cidadania britânica. O Pfeffermühle continuou a ser realizado na Suíça e nos países do Benelux até maio de 1936, atingindo um total de 1034 apresentações. Seu compromisso político, evidente em suas peças de cabaré, foi reconhecido: "Você faz dez vezes mais contra a barbárie do que todos nós escritores juntos", escreveu Joseph Roth a Erika Mann na primavera de 1935.

### Exílio norte-americano

#### Excursões de palestras nos EUA como palestrante

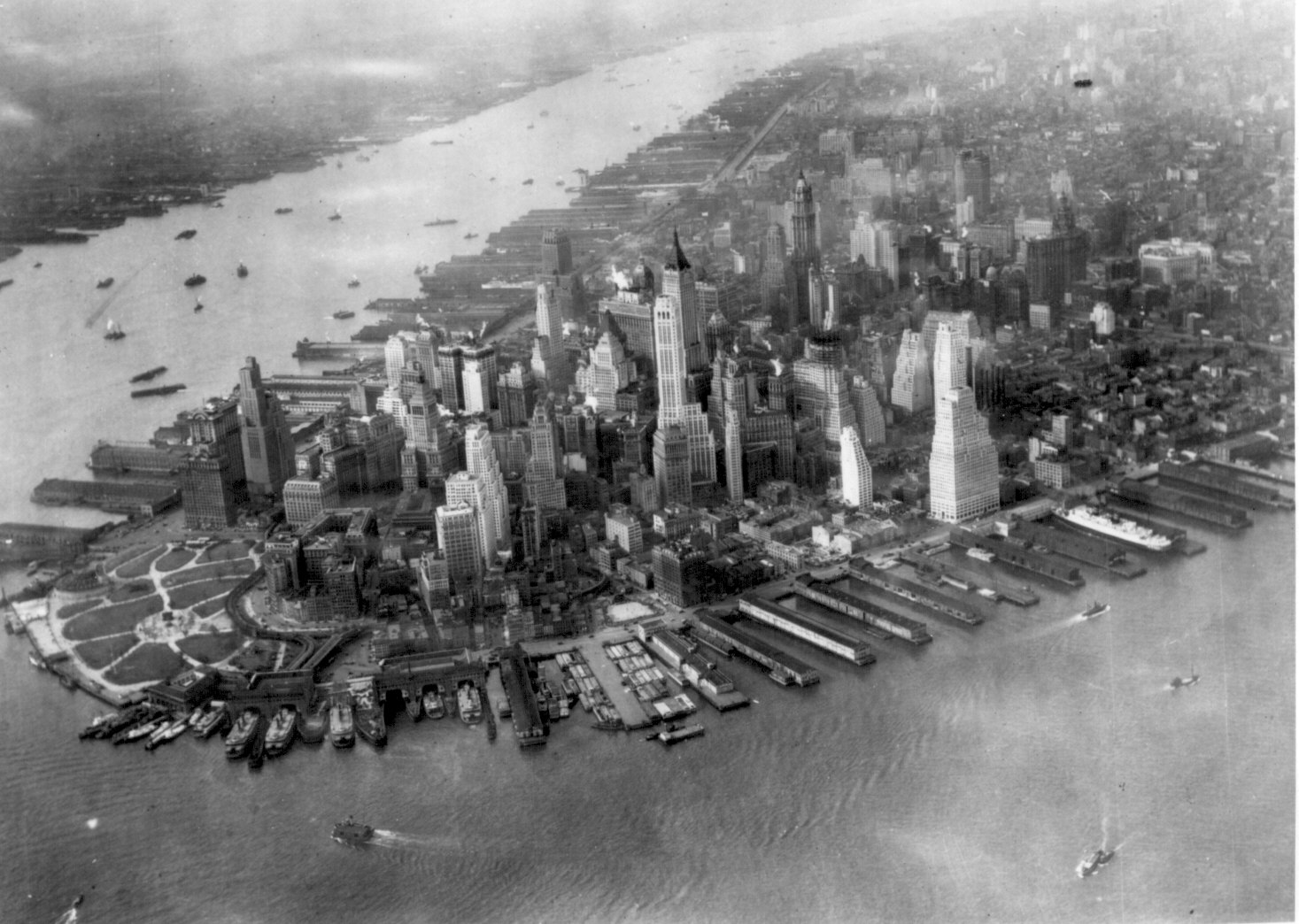
O bairro de Nova York de Manhattan, por volta de 1931

Em setembro de 1936 Erika e Klaus Mann, assim como Therese Giehse, Magnus Henning, Lotte Goslar e Sybille Schloß viajaram para os EUA para encontrar um novo local para seu cabaré, que só podia ser realizado sob condições estritas na Europa. The Peppermill estreou em 5 de janeiro de 1937 em Nova York.
Erika Mann hospedou-se no Hotel Bedford em Manhattan, onde ela, como seu irmão Klaus, costumava ficar. No entanto, as apresentações do Peppermill falharam devido à falta de interesse dos americanos, que não estavam familiarizados com essa forma de arte. Erika Mann, então, continuou seu trabalho contra o nacional-socialismo de uma forma diferente: publicou em jornais e realizou palestras, lecionando para várias e associações. Em março de 1937, entre outras coisas, ela falou em uma reunião de massa do Congresso Judaico Americano. Teve grande sucesso com suas palestras nos primeiros anos e continuou nessa função até 1948. Em sua autobiografia, Der Wendepunkt, Klaus Mann comenta seu trabalho como palestrante :

A profissão de 'lecturer' (palestrante) - praticamente desconhecida em outras partes do mundo - é uma das características especiais da vida americana. [...] Erika conseguiu se tornar uma das palestrantes mais requisitadas do continente, porque ela tem algo que vale a pena ouvir a dizer ('Ela tem uma mensagem!') e porque ela traz o que vale a pena ouvir para ser ouvida com uma intensidade cativante ('Ela tem personalidade'). (tradução livre) 

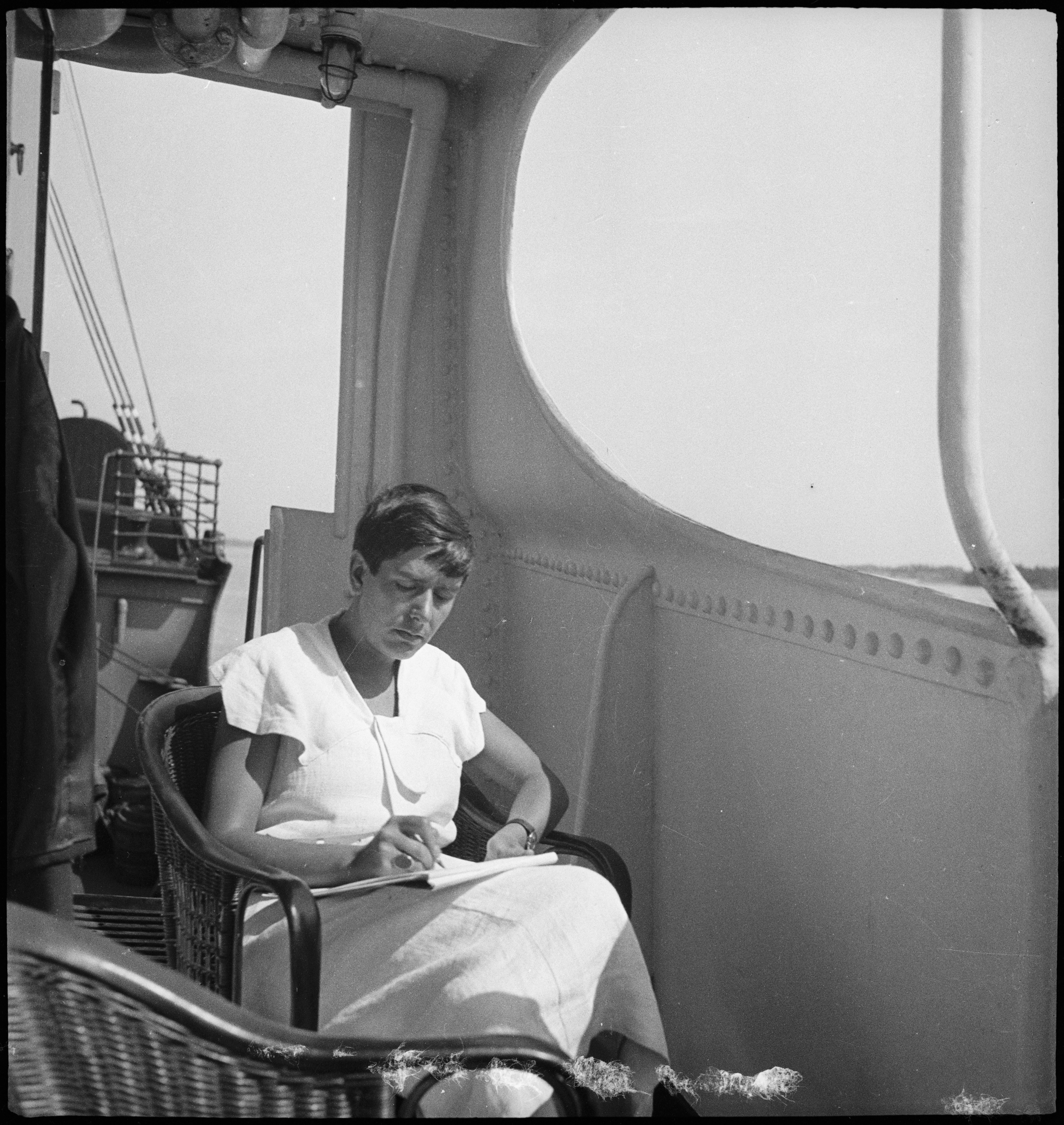
Erika Mann em um navio na Finlândia, junho de 1937, fotografada por Annemarie Schwarzenbach

A partir de 1937, seu ano oficial de imigração, Mann viveu por um tempo com o médico e escritor Martin Gumpert, que queria se casar com ela e dissuadi-la de seu estilo de vida errático e uso de drogas.
Após apelos e demandas urgentes de sua filha Erika, Thomas Mann teve em uma carta aberta datada de 3 de fevereiro de 1936 para Eduard Korrodi, que em 26 de Janeiro de 1936 no Neue Zürcher Zeitung havia polemizado contra a literatura emigrante, tornando pública sua ruptura final com a Alemanha nacional-socialista. O conflito entre Thomas Mann e seus filhos mais velhos sobre esse compromisso, que vinha latente desde 1933, foi assim resolvido. Em agosto de 1933, por exemplo, Erika Mann expressou amargura em uma carta a Klaus Mann: “Quando éramos jovens, estávamos sobrecarregados com uma grande responsabilidade na forma de nosso pai infantil.
Como consequência de sua declaração de solidariedade, Thomas Mann também foi destituído de sua cidadania alemã. Mesmo antes da eclosão da Segunda Guerra Mundial, o casal Mann emigrou para os EUA em 1938, onde Thomas Mann havia recebido uma cátedra visitante na Universidade de Princeton.

#### Projetos de livros com motivação política
Também em 1938, Erika e Klaus Mann viajaram para a Espanha para trabalhar juntos na reportagem sobre a Guerra Civil Espanhola, que foi publicada sob o título Back from Spain. O primeiro documentário de Erika Mann, School for Barbarians. Education under the Nazis foi publicado em setembro, que vendeu com muito sucesso na América, vendendo 40.000 cópias em três meses. A edição alemã Zehn Millionen Kinder. Die Erziehung der Jugend im Dritten Reich foi publicada pelo amigo e editor Fritz H. Landshoff no mesmo ano em sua editora exilada Querido em Amsterdã. Landshoff cortejou Erika Mann; ela preferia um relacionamento amigável, mas fez esforços intensos para dissuadi-lo de seu vício em drogas, embora ela mesma usasse drogas. Em seu papel de "enfermeira mental", ela tentou aliviar as consequências de seus episódios depressivos. Ela até propôs casamento a Landshoff em 1939, que, para seu alívio, recusou.
Juntamente com seu irmão Klaus, Erika Mann produziu Escape to Life em 1939. Deutsche Kultur im Exil e 1940 The Other Germany. Nesse mesmo ano foi publicado  seu segundo "livro político" como ela chamava seus documentários, The Lights Go Down, sobre "A vida cotidiana sob a suástica" em Londres e Nova York.

#### Deveres de correspondente de guerra

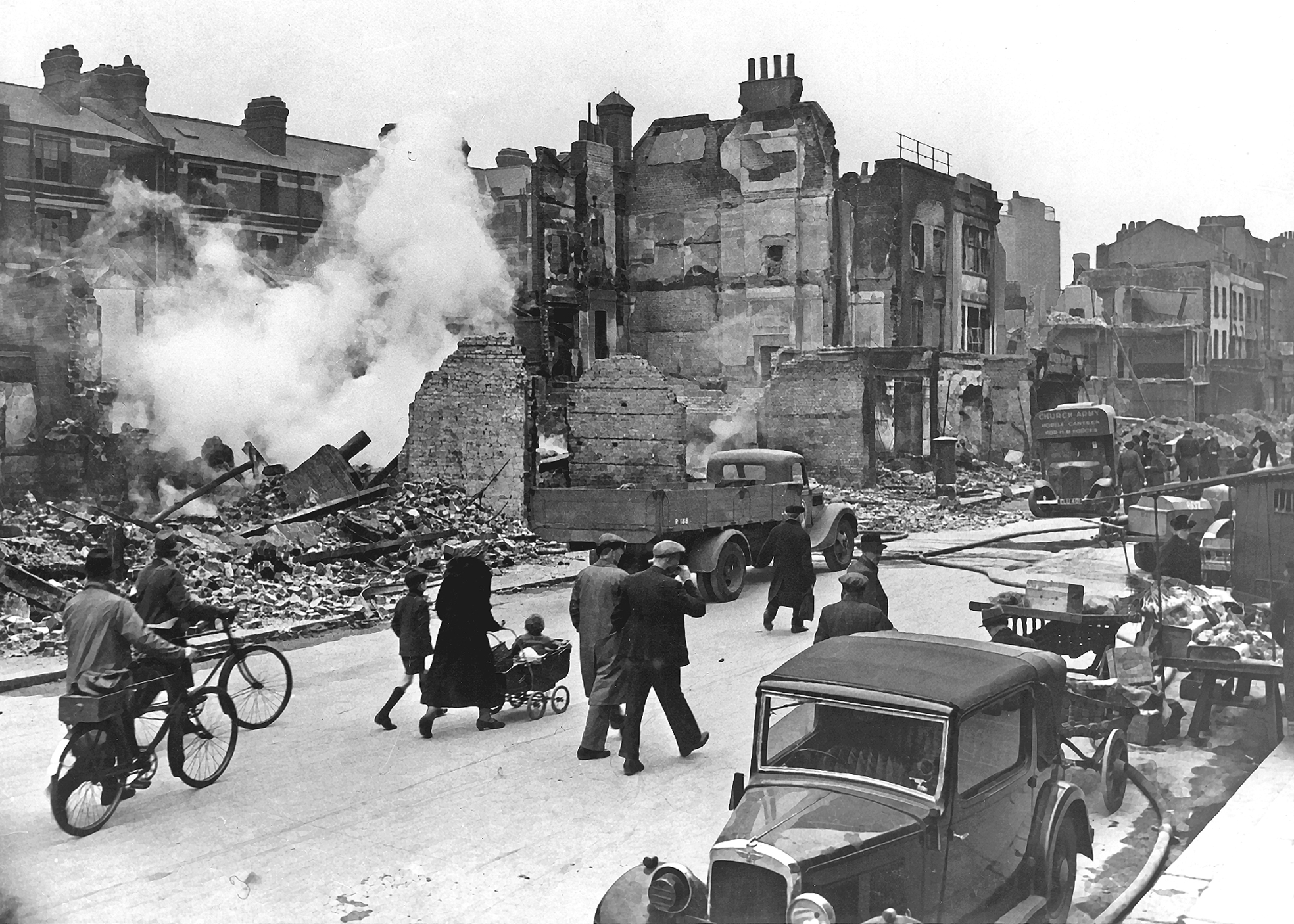
Casas de Londres destruídas em um ataque aéreo durante a Blitz

De outubro a agosto de 1940 e de junho a setembro de 1941 Erika Mann trabalhou como correspondente da BBC britânica em Londres em programas de propaganda que foram transmitidos para a Alemanha. Durante os bombardeios alemães ("The Blitz") em setembro de 1940, ela enviou apelos aos alemães, explicando-lhes a futilidade desta guerra e profetizando que eles certamente a perderiam. A própria Erika Mann foi afetada pelo bombardeio, e manuscritos e sua máquina de escrever foram destruídos. Ela apelou aos Estados Unidos para entrar na guerra, pois Hitler também ameaçou a nação americana. Entre suas estadias em Londres, ela estava em turnês de palestras nos EUA.
A partir de 1942, Erika Mann trabalhou para a agência de propaganda americana Office of War Information em Nova York. No mesmo ano apareceu na editora L.B.Fischer Verlag, Nova York, seu livro infantil A Gang of Ten (alemão. Dez perseguem o Sr. X ). O assunto do livro tinha um fundo triste: o navio, a Cidade de Benares, que deveria trazer sua irmã Monika Mann e seu marido Jenö Lányi para o Canadá, foi destruído em 18 de abril Afundado por um submarino alemão no meio do Atlântico Norte em setembro de 1940. A irmã poderia simplesmente ser salva, o cunhado morreu; das 90 crianças a bordo do navio, apenas 13 sobreviveram. Erika Mann ergueu um monumento para eles com A Gang of Ten. No livro, ela conta a história de dez crianças de diferentes nações que detêm o senhor X, um dos agentes de Hitler.

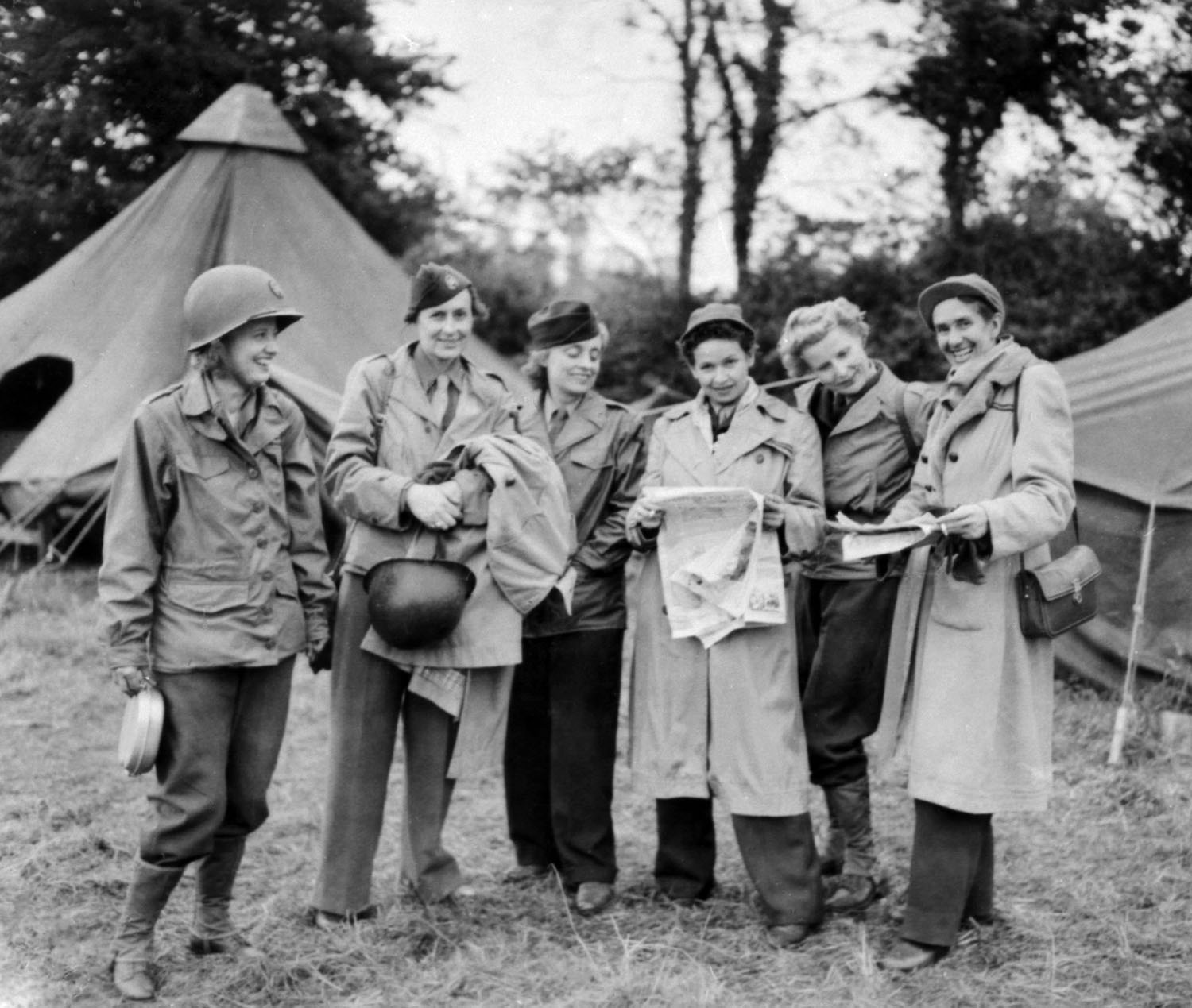
Correspondentes de guerra em 1944, Erika Mann na extrema direita e Betty Knox terceira da direita

De 1943 a 1945, Erika Mann foi correspondente de guerra de vários jornais e teve o mesmo status e remuneração de um oficial norte-americano com a patente de capitão. Foi correspondente de guerra do Nono Exército dos EUA e ficou no Egito, Bélgica, França e Palestina, entre outros lugares. Também em 1943 ela começou a escrever sua autobiografia intitulada I Of All People (de todas as pessoas, eu), que permaneceu um fragmento. Na qualidade de correspondente de guerra, ela também estava no local quando o em junho de 1944, os aliados ocidentais desembarcaram na Normandia. Após a capitulação da Alemanha em maio de 1945, ela estava em sua antiga pátria e viu as cidades destruídas. Confrontada com perpetradores, ela escreveu um relatório de campo, Alien Homeland, que não completou. Nele, ela condenou com implacável dureza a atitude sarcástica de alguns compatriotas, que se refugiaram na autopiedade e não queriam assumir responsabilidade.
Em 1945, Erika Mann escreveu para o London Evening Standard sobre o primeiro julgamento de crimes de guerra em Nuremberg e conseguiu entrar na prisão em Mondorf-les-Bains (Luxemburgo), onde os representantes do regime nazista estavam detidos. Como Mann relatou em uma carta, nenhuma mulher jamais conseguira entrar neste lugar. Ela viu, entre outros, Hermann Göring, Alfred Rosenberg e Julius Streicher em carne e osso, com quem ela não tinha permissão para falar, então ela mais tarde enviou interrogadores a eles e teve suas identidades comunicadas aos prisioneiros. Goering em particular ficou chocado e explicou que se ele tivesse trabalhado no caso Mann, o assunto teria sido tratado de forma diferente: "Um alemão do tipo de Thomas Mann certamente poderia ter sido adaptado ao do Terceiro Reich. Eu telegrafei tudo isso e muito mais para o London Evening Standard, que publicou muito na primeira página." Durante um ano inteiro, Erika Mann viajou pela Alemanha, sua "pátria alienígena", e escreveu reportagens sobre alemães conhecidos e desconhecidos. Com Ilse Hess, a esposa de Rudolf Hess, ela se descreveu como "Mildred", como uma jornalista aparentemente inofensiva e curiosa.
A partir de 1946 Erika Mann teve que interromper regularmente seu trabalho para temporadas em clínicas de saúde por causa de sua saúde precária causada por anos de abuso de álcool e drogas.

#### A "filha ajudante" de Thomas Mann

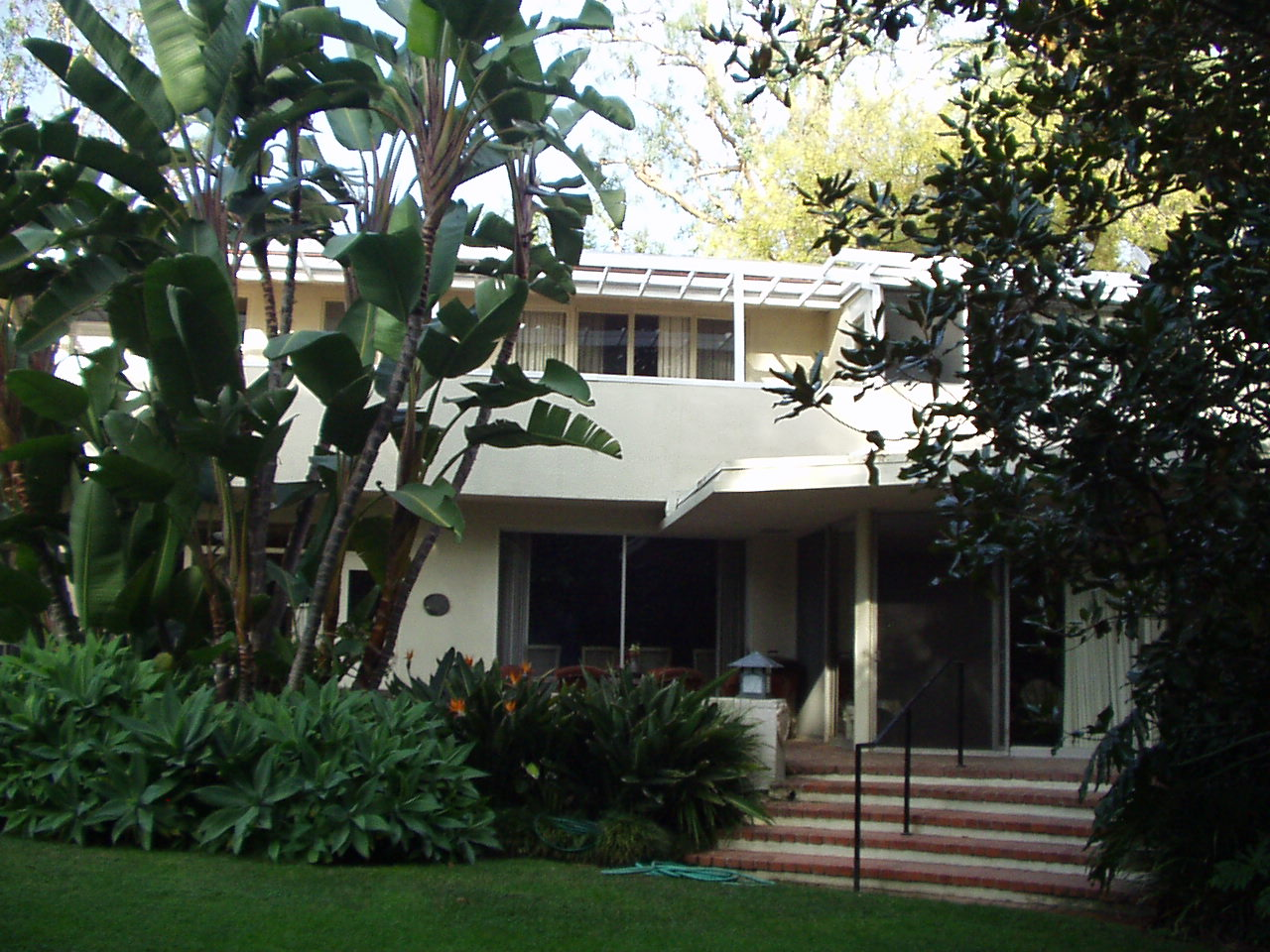
Casa Thomas Mann, Pacific Palisades (2006)

De maio a agosto de 1947, ela acompanhou Thomas Mann em sua primeira viagem à Europa após a guerra. No entanto, nesta viagem ainda não foi à Alemanha. Após o fim da guerra, passou a trabalhar cada vez mais para o pai como "secretária, biógrafa, guardiã do espólio, filha ajudante", como ele escreveu em seu diário. Esse papel provavelmente contribuiu para um distanciamento entre ela e o irmão: ao contrário de Klaus Mann, que sofria por ser filho de um pai mundialmente famoso, a autoconfiante Erika não se sentia sobrecarregada pela fama paterna, mas encontrava prazer em seu trabalho para ele. A partir de 1948 ela viveu na casa de seus pais em Pacific Palisades.
No final de 1948, em um painel de discussão em Stockton, Califórnia, ela questionou a capacidade democrática dos alemães. A imprensa da Alemanha Ocidental reagiu com indignação, sobretudo o jornal de Munique Echo der Woche a insultou como "agente comunista" e descreveu ela e seu irmão Klaus como "quinta-coluna de Stalin". Erika Mann tentou obter o direito de resposta e entrar com ações de difamação . Depois de um ano e meio, no entanto, ela teve que desistir amargamente. Em sua viagem conjunta à Europa em 1949, que Thomas Mann foi a Alemanha pela primeira vez após o fim da guerra, ela se recusou resolutamente a pisar em solo alemão. Thomas Mann, que se via como um mediador entre o Oriente e o Ocidente durante a Guerra Fria, aceitou o Prêmio Goethe das cidades de Frankfurt e Weimar sem Erika Mann.

#### O suicídio de Klaus Mann

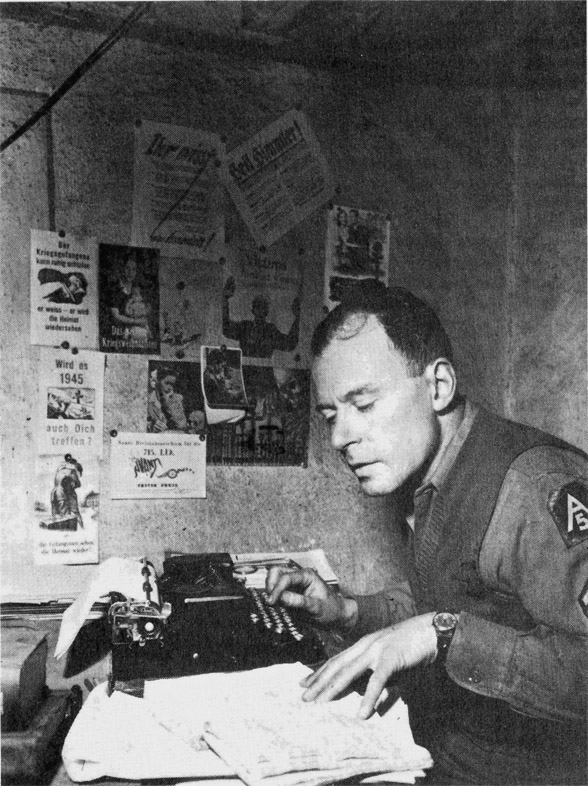
Klaus Mann como sargento dos EUA na Itália (1944)

O suicídio de seu irmão Klaus em 21 de maio de 1949 em Cannes, causou profundo choque em Erika Mann. Ela há muito tentava neutralizar seu desejo de morte. A perda de seu amado irmão representou uma profunda reviravolta em sua vida. A amizade com Pamela Wedekind acabou após seu casamento com Carl Sternheim, mas depois de muitos anos de silêncio, Erika Mann escreveu em 16 de abril. June enviou-lhe uma carta expressando sua tristeza:

Ele está enterrado em Cannes - acabei de voltar de lá. Não pude ir ao funeral - de Estocolmo - por causa dos meus pais, ou por causa da nossa mãe, então só fui agora. [...] ainda não sei como devo viver, só sei que devo; e ainda assim eu não conseguia pensar em nada sem ele. (tradução livre) 
Em 1950, publicou o livro Klaus Mann zum Gedächtnis, editado por ela, com prefácio de seu pai e contribuições de amigos como Hermann Kesten e Upton Sinclair da editora Querido Verlag. Ela havia traduzido o último ensaio de seu irmão, The Visitation of the European Mind, e o incluiu no livro; no entanto, sua tradução e redação não foram mencionadas na página de rosto.

#### Consequências da era McCarthy
Como quase todos os exilados alemães, Erika Mann e seu irmão Klaus estavam sob vigilância do FBI desde junho de 1940, ao qual ela mesma se ofereceu para trabalhar “para expor espiões e sabotadores fascistas” depois que ela e Thomas Mann receberam cartas pró-nazistas e ameaças anônimas. No dossiê de quase 200 páginas sobre Erika Mann, ela foi descrita, entre outras coisas, como uma "pervertida sexual" e "um agente ativo do Comintern". Erika Mann só soube da vigilância em 1948 e tentou refutar as alegações. Durante a Guerra Fria na era McCarthy, no entanto, o clima político nos EUA piorou, e isso também afetou toda a família Mann. Enquanto Erika Mann teve suas turnês de maior sucesso, com 92 datas como "palestrante" em 1946, ela só recebeu 20 datas no ano seguinte. Entre 1949 e 1950, seu agente a renegou, pois Erika Mann era considerada perigosa e antiamericana.
Em dezembro de 1950, Erika Mann retirou seu pedido de cidadania americana de 1947, que ainda não havia sido aprovado, com uma carta de reclamação à autoridade responsável:

O nazismo me expulsou da minha Alemanha natal, onde eu tinha tido bastante sucesso; A crescente influência de Hitler na Europa fez com que eu deixasse o continente; [...] e agora, sem culpa minha, encontro-me arruinada em um país que amo e do qual esperava me tornar cidadã. 

### Regresso à Suíça

#### Projetos de filmes e livros

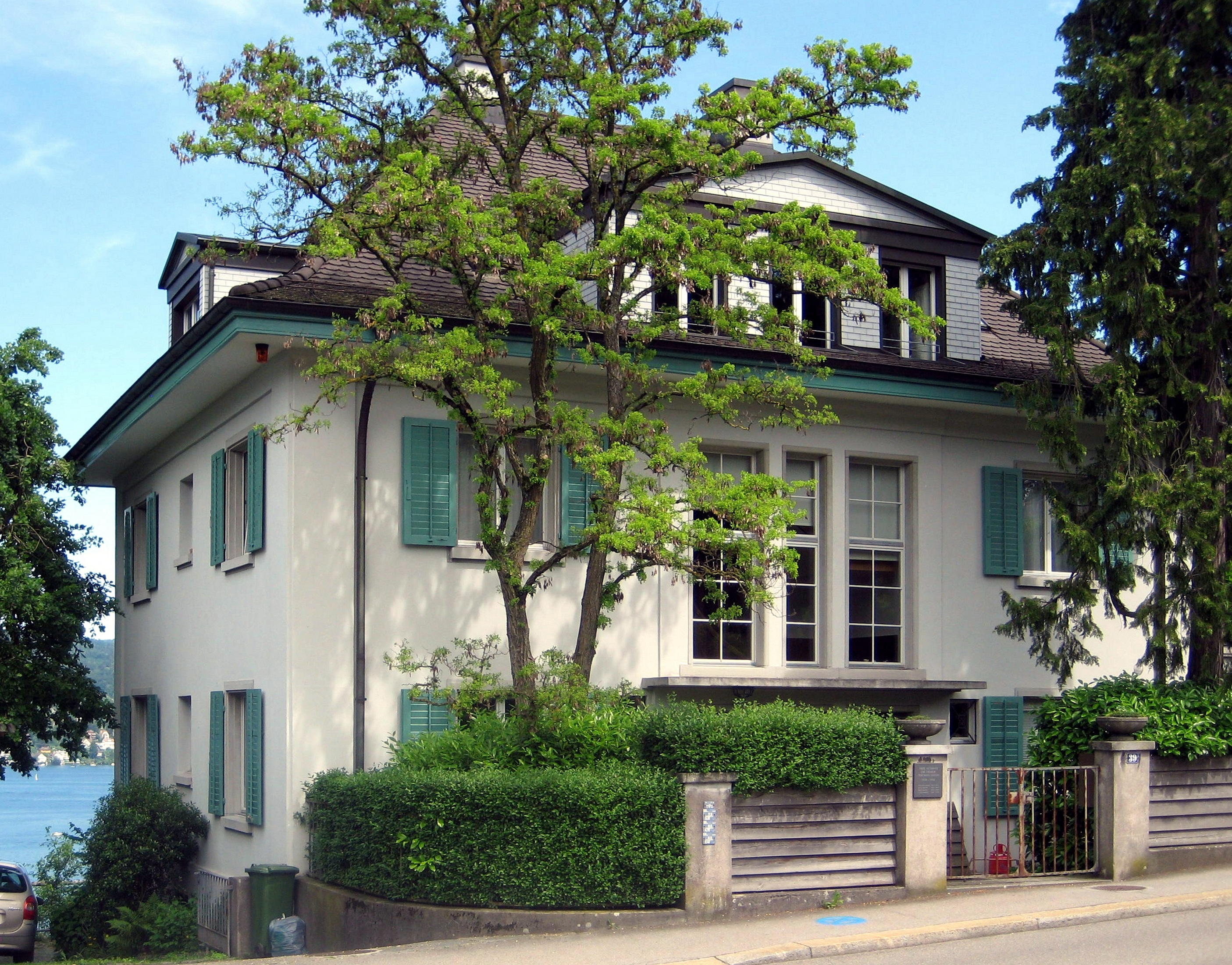
A casa na Alte Landstrasse 39 em Kilchberg, 2009. Na entrada há uma placa com os nomes e datas de residência da família Mann

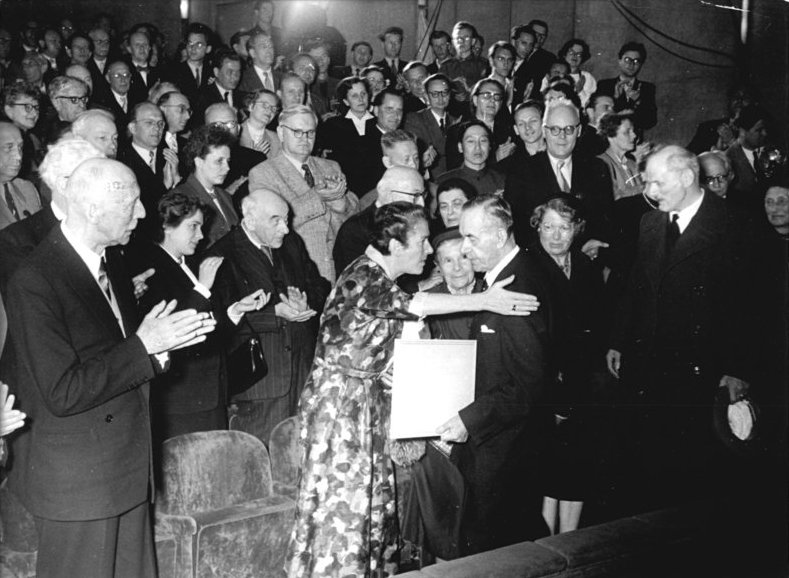
Erika Mann abraça o pai durante a cerimônia de premiação Schiller em Weimar (1955)

Erika Mann deixou os EUA com seus pais em 1952. Como em 1933, eles escolheram a Suíça como sua nova casa. Um retorno à Alemanha estava fora de questão. Desde que Bruno Walter havia tido um caso com a cantora Delia Reinhardt em 1948, sua ligação com Erika Mann havia terminado, e ela não queria assumir mais compromissos, decidindo morar com seus pais. A família Mann viveu em Erlenbach perto de Zurique até 1954. Erika Mann dedicou-se novamente a escrever livros infantis, assim surgiu em 1952 como uma nova edição de Nosso Mágico Tio Muck (título original Muck, the Magic Uncle, 1934); isto foi seguido em 1953 por Christoph voa para a América, uma nova edição de Stoffel, e os primeiros episódios da série de quatro partes Zugvogel (até 1956).
Também trabalhou nos roteiros das adaptações cinematográficas dos romances de Thomas Mann Royal Highness (1953), depois Confessions of the Conman Felix Krull (1957) e Buddenbrooks (1959). Sua maior preocupação era a fiel implementação das representações cinematográficas; outros pontos de vista não eram tolerados por ela. Também influenciou na escolha do elenco dos papéis do filme. Nos dois primeiros filmes, ela desempenhou papéis coadjuvantes: em Alteza Real, ela interpretou a enfermeira-chefe Amalie e em Felix Krull, de Kurt Hoffmann, uma governanta.
Em 1954, Erika Mann mudou-se com seus pais para Kilchberg, no Lago Zurique, para a vila em Alte Landstrasse 39, o "último endereço" de Thomas Mann (e também dela). Em um artigo de mesmo nome, ela descreveu mais tarde os lugares onde a família Mann morava. Ao contrário de 1949, ela acompanhou o pai em suas últimas viagens à Alemanha em 1955, inclusive para Stuttgart e Weimar na RDA, onde ele estava por ocasião de seu 150º aniversário. da morte Friedrich Schiller, quando deu sua palestra sobre Schiller, e até Lübeck, onde Thomas Mann recebeu a concessão de cidadania honorária.

#### Trabalho na propriedade de Klaus e Thomas Mann
Ela dedicou os últimos anos a processar a propriedade de seu pai Thomas Mann, que morreu em 12 de agosto de 1955, alguns meses após seu aniversário de 80 anos. Em 1956 ela publicou O Último Ano: Reportagem sobre meu pai, na qual ela relatou o último ano de sua vida, com todas as honras e acontecimentos. Um livro de memórias publicado simultaneamente por sua irmã Monika Mann intitulado Past and Present, que tratava o pai  com bastante ceticismo, gerou tensões entre os irmãos, pois Erika a considerou incapaz de relatar objetivamente a história da família.
Na primavera de 1958, ela sofreu uma fratura complicada do metatarso esquerdo nas escadas da casa Kilchberg e, em setembro de 1960, uma fratura do colo do fêmur, resultando numa restrição de mobilidade restrita por atrofia progressiva. Sua saúde continuou a piorar. Gostaria de ter escrito um livro sobre o Pfeffermühle, mas escreveu em 13 de setembro de 1963: "Sou uma pálida sombra de e não tenho permissão para fazer nada mais aqui do que publicar volumes de cartas, antologias e afins de meus queridos mortos.

#### Últimos anos

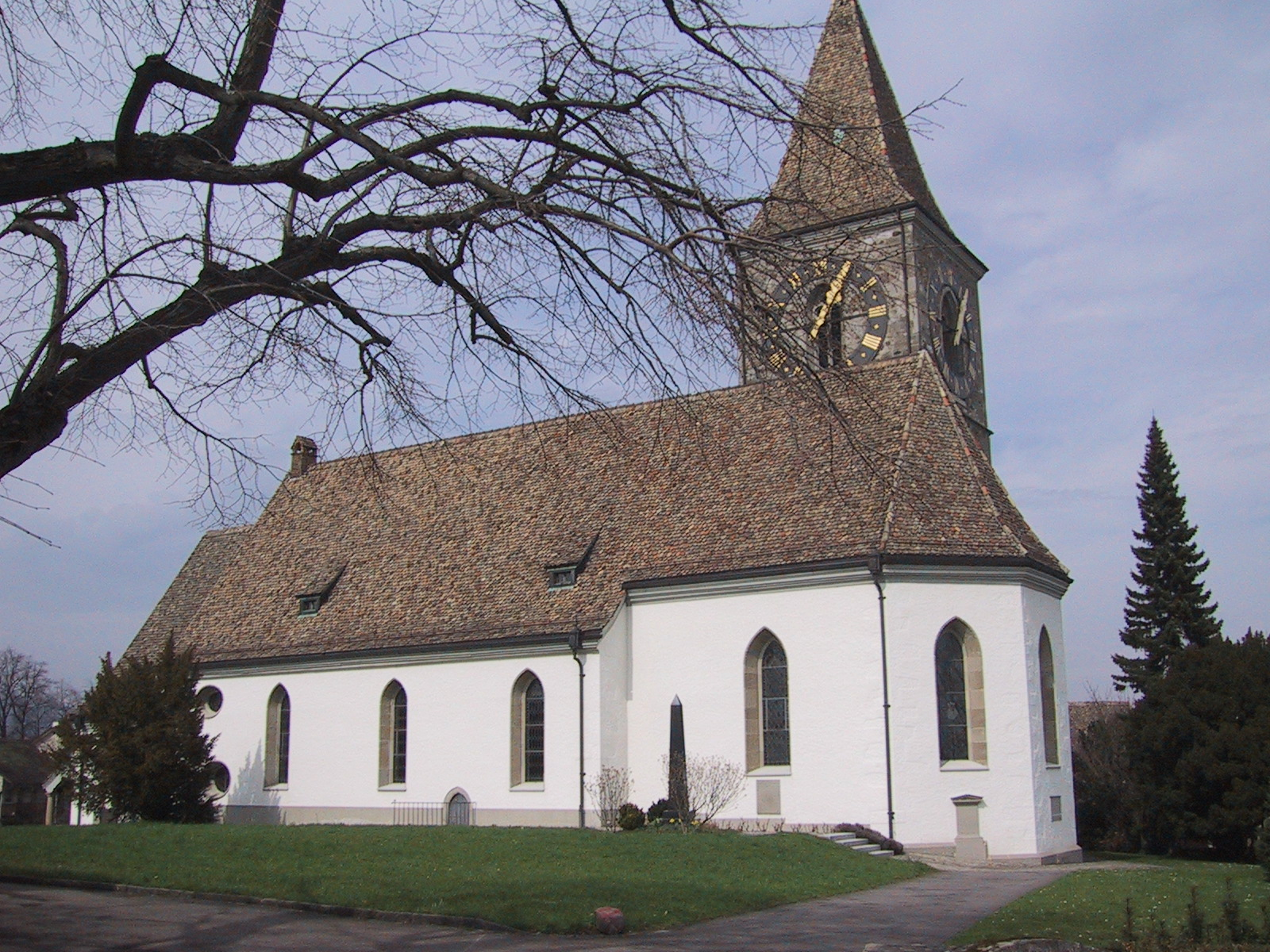
Igreja Reformada de Kilchberg

Em seus últimos anos, ela se tornou mais agressiva. "A Amazona se tornou uma Erínia", escreveu o crítico literário Marcel Reich-Ranicki em seu livro Thomas Mann e os Seus. A relação com a mãe e os irmãos tornou-se cada vez mais tensa. Então Katia Mann reclamou em 5 de  agosto de 1961 em uma carta para seu irmão gêmeo Klaus Pringsheim :

O que eu odeio na minha velhice [...] é a relação mais do que hostil entre todos os meus filhos e o velho [...]. Por outro lado, [Erika] é excessivamente sensível e desconfiada, agarrando-se a mim de forma exagerada, o que não gosto nada, pois tenho que ter consideração com ela o tempo todo. 

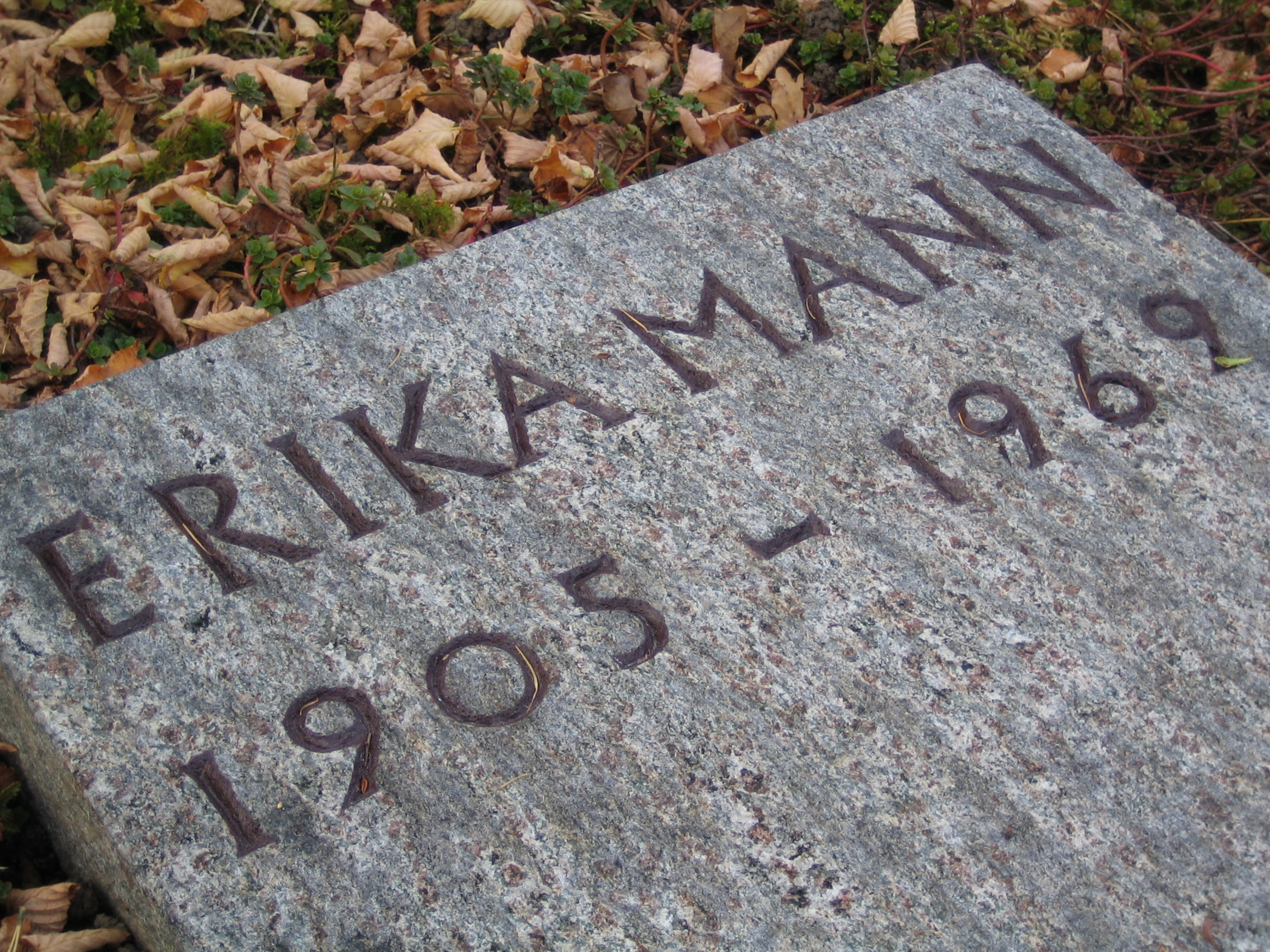
Placa de memória no túmulo da família em Kilchberg

Erika Mann morreu em 27 de agosto de 1969 no Hospital Cantonal de Zurique de um tumor cerebral. Foi enterrada no jazigo da família no Cemitério de Kilchberg. Durante o funeral em 30 de agosto de 1969, o escritor e teólogo de Stuttgart Albrecht Goes fez a fala e citou "Guten Tambour", de Heinrich Heine, cuja "santa inquietação" tira as pessoas de seu sono.

## A obra literária

### Primeiro trabalho jornalístico e literário
A obra literária de Erika Mann começou em 1928 com publicações jornalísticas, sobretudo comentários para o jornal diário de Berlim Tempo, bem como textos ocasionais para revista publicitária da Ford, que foram redescobertos apenas alguns anos atrás . Continuou em 1929 com o livro de viagens Rundherum, no qual ela, junto com seu irmão Klaus, processou as experiências da viagem conjunta ao redor do mundo. Em um anúncio no jornal da bolsa de valores para o comércio de livros alemão de 19 de janeiro de 1929, a editora Fischer Verlag anunciou o livro dos irmãos Mann: "Em seu livro de viagem, eles não fazem comentários críticos, nem reflexões sobre países e pessoas. Com olhos jovens e curiosos, eles olham ao redor e contam de forma simples e vívida o que viram e o que encontraram. Outro livro de viagem comum do período inicial é O Livro da Riviera de 1931.

### Die Pfeffermühle
Com a fundação do Pfeffermühle no início de 1933, Erika Mann tentou s sucesso como redatora, palestrante e conferencista em seu cabaré. Lá ela combinou seu talento de atuação com escrita e talento organizacional. O Pfeffermühle era um "palco de cabaré" cujos textos eram baseados nos modelos de Klabund, Christian Morgenstern e Joachim Ringelnatz. Thomas Mann deu o nome ao cabaré. Cerca de 85% dos textos vieram da própria Erika Mann. Após um início muito bem sucedido, as circunstâncias políticas impediram mais apresentações na Alemanha. Em resposta a uma crítica publicada no Pariser Tageblatt de que o Pfeffermühle (moinho de pimenta em alemão) era muito “suave” em sua aparência, Erika Mann escreveu com raiva em uma carta a Klaus: “ Quem está sendo deportado, ele ou nós se apimentarmos mais?  Após um total de 1034 apresentações no exílio europeu, o Peppermill falhou em Nova York no início de 1937 devido à falta de interesse do público americano.

### Livros infantis
O primeiro livro infantil de Erika Mann Stoffel voa sobre o mar, com ilustrações de seu amigo de infância Ricki Hallgarten de 1932, foi um grande sucesso, teve dez edições e foi traduzido para vários idiomas. Foi seguido em 1934 por Muck, o Tio Mágico; ambos os livros trouxeram-lhe maior destaque entre os leitores alemães, mas aquém da popularidade de seu pai e irmão. Um amigo da família Mann, o anglicista Hans Reisiger disse que o Stoffel era "o livro infantil mais bonito, rico e caloroso que li desde Emil und die Detektive de Erich Kästner e Fischerjungs de Kipling ".

## Recepção
Após o encontro de mulheres pacifistas em Munique no dia 13 de janeiro de 1932, quando Erika Mann apareceu como oradora no início de seu trabalho político, o jornal nacional-socialista Völkischer Beobachter, atacou-a três dias depois: "A aparição de Erika Mann foi um capítulo particularmente repugnante, que […] dedicou sua 'arte' à salvação da paz. Uma bon vivant presunçosa no comportamento e no comportamento, ela pronunciou seu disparate florescente sobre o "futuro alemão". Seguiu-se também uma ameaça contra os parentes de Erika Mann: "O capítulo 'Family Mann' está agora se expandindo para um escândalo de Munique, que também deve ser liquidado no devido tempo.
Na fundação do Pfeffermühle em 1.  de janeiro de 1933, Klaus Mann descreveu em sua autobiografia The Turning Point a grande parte que sua irmã teve no sucesso do programa literário-político de cabaré: "Os textos da maioria dos números - canções, recitações, esquetes – foram da Erika (alguns também de mim); Erika foi conferencista [sic], diretora, organizadora; Erika cantou, atuou, inspirou, enfim, foi a alma de tudo.
Seu sobrinho Frido Mann, que cresceu na própria Califórnia, menciona o trabalho antifascista multifacetado de Erika Mann no exílio e no pós-guerra por experiência própria e não sem admiração: "Ela parecia uma amazona fortalecida pela vitória sobre a barbárie nazista, que eu lembrarei por muito tempo em seu uniforme inglês. Eu nunca me cansaria de seus relatórios de aventura da guerra, de bombardeios de Londres, das operações de combate na França, ainda  parcialmente ocupada, e depois de seus encontros absolutamente apocalípticos com os criminosos de guerra nazistas condenado em Nuremberg. Mas as consequências de suas campanhas em dois continentes, começando com o cabaré político-literário Die Pfeffermühle e continuando com seu trabalho como correspondente de guerra, foram óbvias; elas só vieram à tona após seu retorno à Europa na década de 1950 e aceleraram sua crescente desorganização e doença, especialmente após a morte de seu pai".
Frido Mann escreve sobre seu carisma pessoal em sua biografia Roller Coaster : “Quando ela defende valores democráticos e humanistas, ela é sempre uma atriz da cabeça aos pés. Suas expressões faciais, cada movimento de seu corpo, sua escolha de palavras e articulação parecem uma peça ensaiada sem ser artificial ou afetada. Continua com a suspeita da família de que Erika Mann "carrega em seu comportamento e em toda a sua personalidade a herança crioula-brasileira de sua avó Júlia".
Nos últimos anos de sua vida em Kilchberg, no entanto, os lados problemáticos de Erika Mann vieram à tona. Diários e cartas mostram que os membros da família sofriam com seu jeito mandão e dominador; Assim, logo após a morte de Erika, o irmão mais novo, Michael Mann, comentou livremente durante uma visita à casa de Kilchberg: "Agora é de fato bastante confortável aqui. E a irmã mais nova de Erika Mann, Elisabeth Mann Borgese, se expressa no docudrama de Breloer The Manns - A Novel of the Century com certa perplexidade sobre o curso da vida de Erika Mann:

Erika era tremendamente talentosa - como atriz, como escritora, como jornalista, como empresária, como tudo... E ela tinha um charme que poucos têm. Então, o que mais você poderia querer na vida? Mas ela destruiu muito sua vida, e na verdade morreu muito triste. E você sempre se pergunta: por quê, por quê? 
O trabalho de Erika Mann no espólio de Thomas Mann e Klaus Mann mais tarde provocou críticas. Em seu epílogo para a nova edição do Wendepunkt 2006, o especialista em Klaus Mann, Fredric Kroll, aponta que na Alemanha conservadora dos anos 1950, até mesmo Thomas Mann era um autor controverso. Portanto, na edição selecionada das cartas de Thomas Mann, as passagens que se referiam à sua inclinação para a homossexualidade foram excluídas, e em The Turning Point, de Klaus Mann, Erika Mann amenizou o texto em cooperação com um editor da Fischer (em 1950, os direitos de publicação das obras de Klaus Mann foram transferidos de Querido para a Fischer-Verlag) incluindo passagens que tratavam de Gustaf Gründgens ou relacionadas com a homossexualidade de Klaus Mann, a toxicodependência e os pensamentos de morte. Pode ter sido motivado o para apresentar os autores de uma forma tão favorável quanto possível, somado a medo de julgamentos por difamação.
Marcel Reich-Ranicki resumiu em 18 de janeiro de 1986 na FAZ : "Se a impressão não é enganosa, esta mulher altamente talentosa e extremamente espirituosa não foi capaz de viver em paz consigo mesma: uma vez que foi expulsa da Alemanha continuou sendo uma pessoa motivada. Além disso, ela provavelmente não foi poupada de profundas decepções pessoais." Essa formulação completamente crítica da personalidade de Erika Mann mostra a ambivalência que caracteriza sua vida e obra, pois Reich-Ranicki explica em seu livro Thomas Mann and His Own: publicitária que tinha que ser creditada com independência e determinação, mesmo que não se pudesse compartilhar seus pontos de vista.

## Honras

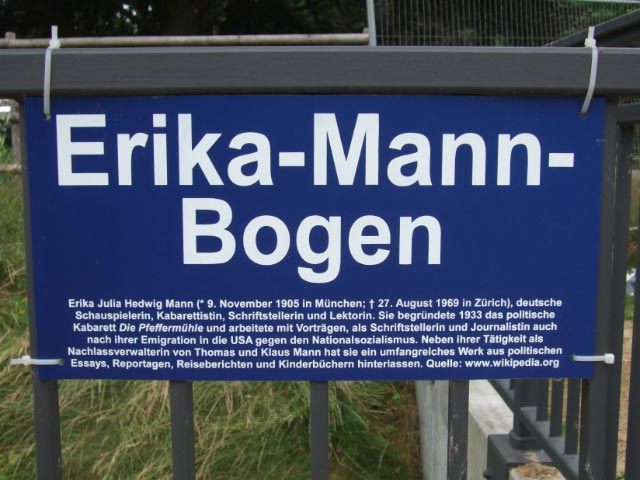
Placa de rua adicional em Hamburgo com uma breve explicação

A escola primária Erika Mann, em Berlim, comprometida com a igualdade social e com foco no teatro, possui seu nome desde 8 de abril de 1999.<x ref>«Erika-Mann-Grundschule – Theaterbetonte & musikalische Grundschule im Wedding» (em alemão). Consultado em 22 de março de 2021</ref> A política de mesmo nome, Erika Mann, é a madrinha desta escola.

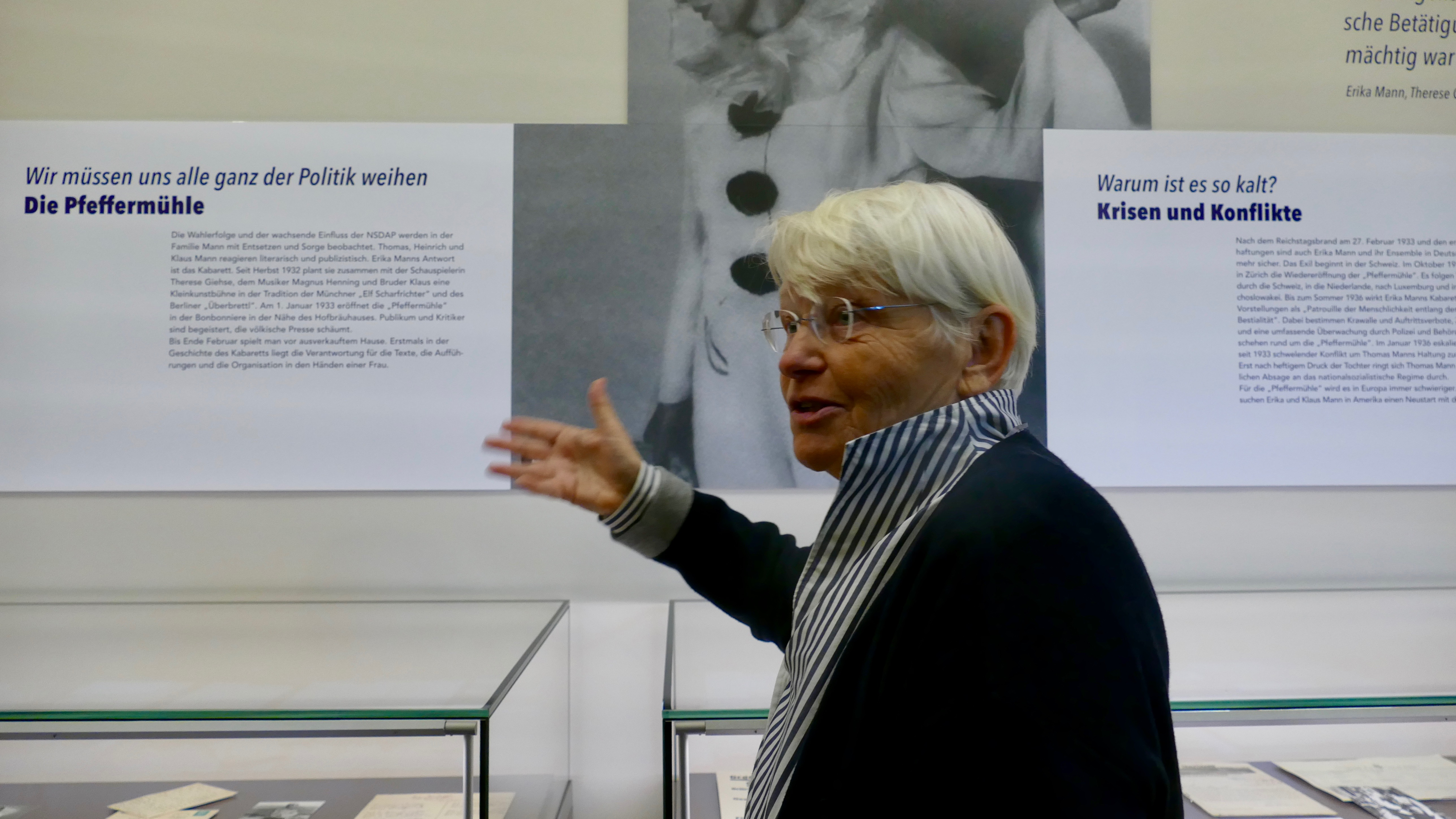
Irmela von der Lühe, curadora da exposição Erika Mann na Monacensia

O arquivo literário de Munique Monacensia dedicou uma exposição individual a Erika Mann intitulada Erika Mann. Artista de cabaré - repórter de guerra - oradora política na Biblioteca Nacional da Alemanha em Frankfurt. O patrono foi Frido Mann. A curadora da exposição Irmela von der Lühe apresentou Erika Mann como uma "personalidade de formato singular". Além disso, a Monacensia iniciou uma interessante campanha de networking com várias instituições culturais para ampliar o espectro de Erika Mann.